# Marche des fiertés de Queens

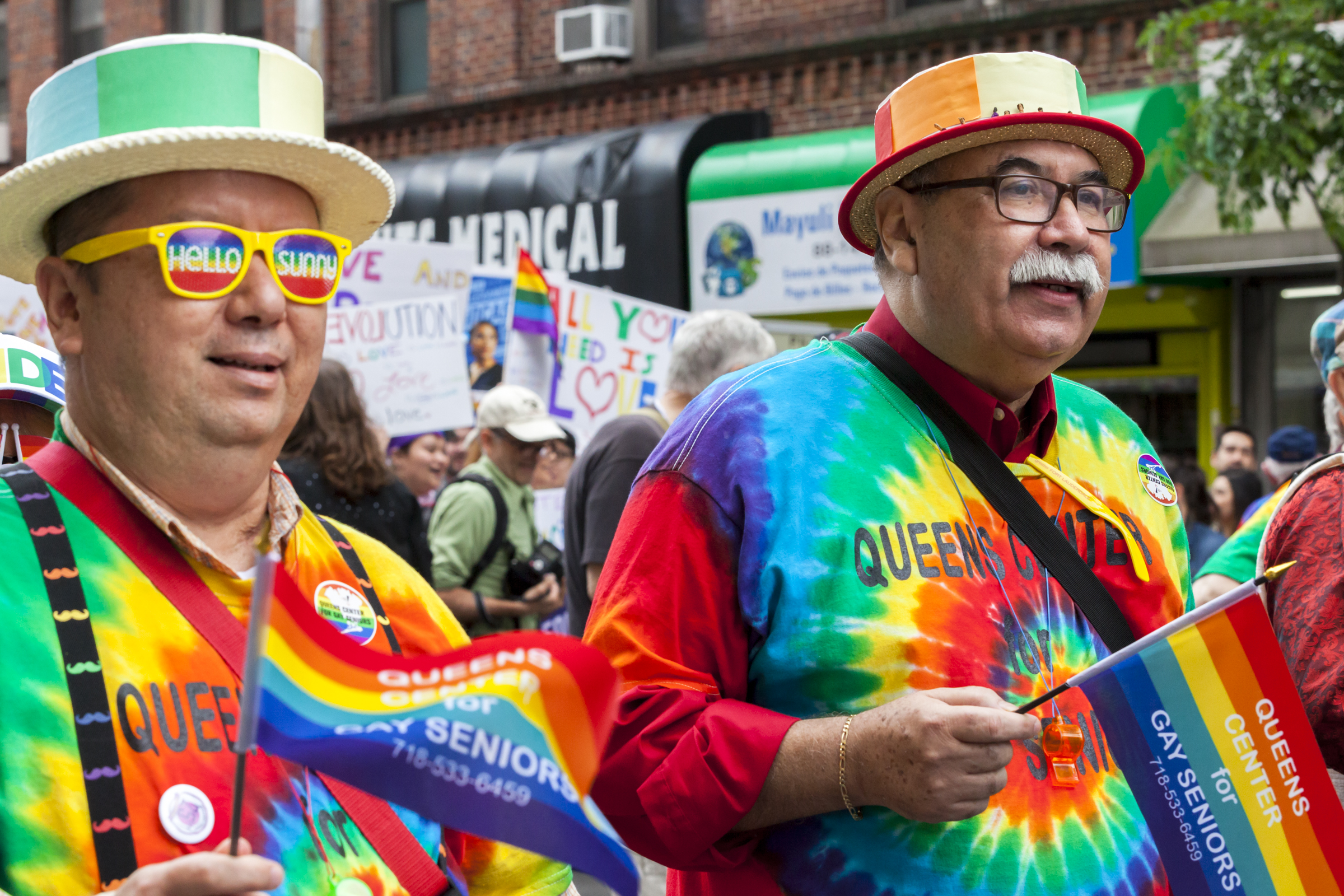
Participants à la marche 2018.

La marche des fiertés de Queens est une marche des fiertés annuelle organisée depuis juin 1993 dans le quartier de Jackson Heights, situé dans l'arrondissement de Queens de New York. Elle est considérée comme la deuxième marche des fiertés la plus ancienne, et la deuxième plus grande de New York,. Elle a été initiée par Daniel Dromm (en) et Maritza Martinez pour donner plus de visibilité à la communauté LGBTQI+ de Queens et commémorer Julio Rivera, un barman victime d'un crime homophobe en 1990.
Le comité organisateur de la marche est une organisation à but non lucratif créée en 1992 ; ses membres sont des volontaires et elle se charge de la coordination de toutes les activités LGBTQI+ de Queens.